# Biblioteca digitale
La biblioteca digitale è una biblioteca immateriale, in cui vengono conservati e resi disponibili esclusivamente documenti digitali, siano essi nativi digitali o convertiti da originali cartacei, gestiti e catalogati elettronicamente. Ogni operazione può essere effettuata via rete da casa, dallo studio, dall'aula didattica o dall'ufficio.
Le biblioteche digitali possono essere definite come «organizzazioni che forniscono le risorse, compreso il personale specializzato, per selezionare, organizzare, dare l'accesso intellettuale, interpretare, distribuire, preservare l'integrità e assicurare la persistenza nel tempo delle collezioni digitali così che queste possano essere accessibili prontamente ed economicamente per una comunità definita o per un insieme di comunità».
Il termine è correlato al nuovo mercato mondiale dell'informazione e della comunicazione.
Una ulteriore caratterizzazione prevede che, con l'avvento di nuove tecnologie, le biblioteche digitali possano diventare strumenti che supportano tutte le fasi della produzione e della comunicazione di conoscenza.
Il  DELOS Digital Library Reference  Model  rappresenta  un  primo  contributo  verso  questa  teoria  fondazionale risultante  dal  “collective  understanding” maturato  dalla  comunità  dei ricercatori  che  hanno  contribuito  allo  sviluppo  del  settore.

## Componenti
Sono tre le componenti fondamentali di una biblioteca digitale:
- La collezione: è formata dai documenti (non solo testuali, ma anche video e sonori) e dai loro metadati; può essere sia una collezione permanente sia una collezione cui si accede in determinati tempi;
- I servizi di accesso: devono dare la possibilità di trovare velocemente e facilmente tutto quello che si cerca e di estendere la ricerca a documenti collegati tra loro. I sistemi di accesso comprendono l'interfaccia dell'utente, i sistemi di ricerca e identificazione e i sistemi di navigazione e di connessione all'informazione desiderata (ad esempio un software utilizzato è Gnuteca);
- L'utente: fa da solo senza intermediari, non ha limiti di spazio e di tempo e può interagire con altri utenti mediante risposte immediate. Poiché l'utente è un agente attivo, il documento digitale è dinamico, ha un suo ciclo di vita in relazione ad utenti diversi in momenti diversi.

Realizzare una biblioteca digitale può portare a un'accelerazione dei tempi di organizzazione dell'informazione, a un miglioramento della comunicazione e della collaborazione tra i ricercatori attraverso la creazione di depositi istituzionali in grado di favorire la creazione di conoscenza in ambito digitale. Il modello più praticato è quello della biblioteca ibrida, in cui le collezioni digitali e le relative copie originali appartengono alla stessa organizzazione, che le gestisce congiuntamente.

## I paradossi
Tuttavia esistono dei paradossi moltissimo impliciti
- Accesso o possesso: l'accesso dei documenti è la funzione primaria del servizio ma una volta che il documento non verrà più letto sorgerà il problema di chi si prenderà la responsabilità della sua conservazione.
- Universale o settoriale: una biblioteca digitale deve essere somma virtuale di più biblioteche ma la settorializzazione comporta l'aumento del divario tra nazioni ricche e povere.
- Centralizzato o federato: secondo la regola economica di non duplicare quello che già c'è ma di concentrare le risorse per ottenere di più con lo stesso investimento.
- Generale o individuale: l'accesso generalizzato a più utenti deve convivere con un servizio personalizzato e diretto ad ogni singolo utente; bisogna cioè conciliare la diversità dell'utente e l'universalità dei bisogni informativi.

Per tutti questi motivi la biblioteca digitale è, da una parte, la naturale evoluzione della biblioteca tradizionale e, dall'altra, una vera e propria rivoluzione. Rimane chiaro che la biblioteca digitale non potrà essere la realizzazione dei soli bibliotecari ma dovrà comprendere professionalità diverse, aprirsi alla società e imparare nuovi linguaggi per comunicare con tutto il mondo. 

## Modello economico della biblioteca digitale
Nella tradizione culturale dei paesi dell'Europa del nord, pur essendoci un grande impegno della collettività a favore delle biblioteche, c'è il concetto che è possibile chiedere agli utenti un contributo per il buon uso delle stesse.
Secondo tale concezione, il modello economico di diffusione e di gestione del materiale informatizzato riveste un'importanza fondamentale per il successo della biblioteca digitale. Il compito di decidere come sfruttare le limitate risorse a disposizione viene in questo schema assegnato al direttore che può decidere se affidarsi ai servizi tradizionali o a quelli ad accesso.
In Gran Bretagna sono in grande diffusione le "Hibrid Library", biblioteche che cercano di fornire un servizio di qualità all'utente, senza però perdere di vista l'aspetto economico, attraverso supporti di tipo diverso.
Una successiva proposta prevede la creazione di un ambiente informativo disegnato sui bisogni dell'utente e sulle risorse disponibili che dal punto di vista economico si basa sui micropagamenti.
Secondo i sostenitori di questo schema, le diverse proposte hanno evidenziato l'impossibilità di un accesso libero e gratuito della comunicazione in internet se si desidera avere un'economia in attivo.
Studi più dettagliati, compiuti all'inizio del sorgere delle biblioteche digitali avevano messo a confronto i costi tra l'organizzazione della biblioteca tradizionale e quella digitale: i risultati avevano allora dimostrato che il criterio fondamentale di scelta doveva essere la modalità d'uso: i documenti più utilizzati dovevano essere presenti in ogni stazione d'uso, quelli di uso frequente dovevano essere inseriti nella rete locale, quelli meno richiesti nella rete nazionale. La diminuzione dei costi della rete, ora considerati trascurabili fa ritenere superata questa concezione.
Una soluzione per l'abbassamento delle spese è la condivisione di documenti elettronici, traguardo possibile attraverso la rete anche tra biblioteche fisicamente distanti. Ciò però comporterà sicuramente un aumento del traffico in rete.
Da una seconda analisi sulla conservazione e recupero dei documenti elettronici e cartacei è stata messa in risalto la maggior convenienza dei primi solo se il documento non sia stato convertito in digitale da un precedente lavoro cartaceo. In questo caso il costo di conversione non rende l'operazione conveniente. È quindi normale aspettarsi che per molto tempo le biblioteche avranno pubblicazioni su carta, anche se il numero di documenti elettronici è destinato a crescere.
Studi inglesi e americani hanno evidenziato però che l'accesso ai documenti elettronici è il metodo più efficiente dal punto di vista dell'analisi economica. Sono stati presi in considerazione quattro diversi modelli economici per la gestione del materiale digitale: 
- Pubblicazione non commerciale: internet diventa il canale di diffusione principale dell'informazione: sarebbe una distribuzione ancora più capillare di quella delle edicole per il prodotto cartaceo. Il cambiamento principale riguarda la cessione dei diritti d'autore, non più gratuita all'editore. L'informazione pubblicata resta di proprietà degli autori. Attraverso internet chi produce può direttamente gestire e distribuire la propria informazione. Si cerca in questo modo di escludere gli editori commerciali dal sistema, privilegiando così coloro che creano materiale di informazione e le biblioteche che, in questo sistema, diventano i nodi principali di accesso, di deposito e di conservazione delle pubblicazioni. È il modello più diffuso in Italia.
- Pubblicazione a domanda: è il preferito dagli editori che rimangono il principale cardine nel processo editoriale e di distribuzione. Gli editori diffondono l'opera in internet e richiedono pagamenti differenziati a seconda della quantità di materiale utilizzato. In questo modo viene rispettata la granularità del documento che solo il digitale sa offrire. Gli editori con questo modello possono decidere se rivolgersi direttamente all'utente finale o continuare ad utilizzare le biblioteche come canale intermediario di distribuzione.
- Istituzione non-profit: documenti di cui manca l'equivalente a stampa viene pubblicato gratuitamente attraverso agenzie, fondazioni o associazioni non-profit che diventano l'organizzazione centrale per la sviluppo del modello.
- Centralizzato: le istituzioni comprano l'accesso alle risorse elettroniche per i dipendenti (ES: Università-professori e studenti). È quindi l'ente pubblico che finanzia la creazione di una banca dati centralizzata in cui vengono depositate tutte le pubblicazioni che diventano, in questo modo, di dominio pubblico. In questo modello il ruolo delle biblioteche potrebbe essere quello di garanti di un accesso democratico alle informazioni e della conservazione nel tempo delle risorse digitali.

Una forma particolare di biblioteca digitale è quella destinata a particolari categorie di disabili come Libro parlato Lions. La biblioteca ha ottenuto da alcune case editrici il permesso di realizzare l'audiolibro, ma si è impegnata a farlo utilizzare solo dai minorati della vista.